# Roches Noires (Maurice)
Pour les articles homonymes, voir Roches Noires.
Roches Noires est un village du nord-est de l'île Maurice dépendant du district de Rivière du Rempart. Sa partie sud, inhabitée, se trouve dans le district de Flacq. Au recensement de 2011, Roches Noires comptait 5 693 habitants.
Comme Plaine des Roches, village voisin, Roches Noires doit son nom aux roches de basalte d'origine volcanique que l'on y rencontre, en particulier en bord de mer. 
Au sud du village, s'étend le parc naturel national de Bras d'Eau.
Longtemps village de pêcheurs, Roches Noires est devenu un lieu touristique prisé avec de jolis « campements » (nom local pour les villas en bord de mer) donnant sur la route côtière B15, ainsi que des hôtels. Un petit port nautique ajoute à son charme.
Le 28 novembre 1987, un Boeing 747 de South African Airways, faisant le trajet Taïwan-Afrique du Sud, s'est abîmé en plein Océan Indien au large de Roches Noires, provoquant la mort de 159 personnes.
Le village de Roches Noires abrite la chapelle Notre-Dame-de-l'Assomption qui dépend de la paroisse catholique de Rivière du Rempart.